# Комнинио
Комнѝнио или Ку̀манич (на гръцки: Κομνήνειο, катаревуса Κομνήνειον, Комнинион, старо Κούμανιτς, Команиц) е село в Република Гърция, област Централна Македония, дем Бер.

## География
Селото е разположено на 3 километра западно от демовия център Бер (Верия), на 420 m надморска височина в планината Каракамен (Вермио).

## История
Селото е старо, но е унищожено при потушаването на Негушкото въстание в 1822 година. Обновено е след Първата световна война, когато властите заселват тук гърци бежанци.
В 1928 година Куманич е бежанско селище с 26 бежански семейства и 95 жители бежанци.
| Година    | 1913 | 1920 | 1928 | 1940 | 1951 | 1961 | 1971 | 1981 | 1991 | 2001 | 2011 | 2021 |
| --------- | ---- | ---- | ---- | ---- | ---- | ---- | ---- | ---- | ---- | ---- | ---- | ---- |
| Население |      |      | 98   | 160  | 135  | 98   | 18   | 25   | 77   | 45   | 70   | 97   |